# Circuito de Boavista
El Circuito de Boavista fue un Circuito urbano de carreras de Fórmula 1 en Oporto, Portugal, usado dos veces para albergar el Gran Premio de Portugal.
El trazado comenzaba frente el puerto en la "Esplanada do Rio de Janeiro", continuaba por la "Avenida da Boavista" (del cual el circuito heredó su nombre), y luego se curvaba a través de pequeños barrios residenciales hasta volver a la línea de meta. Siendo sede por primera vez de un evento de automovilismo en 1958, el circuito de Boavista llevaba a los pilotos a increíbles velocidades por entre pequeñas casas, y por sobre calles adoquinadas.
La carrera de 1960 fue muy desgastadora, pues solo cuatro autos finalizaron dentro de las 5 vueltas del ganador Jack Brabham. Accidentes y problemas mecánicos terminaron temprano el día para pilotos como Moss, John Surtees, Phil Hill, Graham Hill, entre otros.
El circuito fue revivido en 2005, manteniendo casi el mismo trazado con solo ajustes menores y unos cuantos km que se le añadieron. Actualmente cada dos años se corre el Gran Premio Histórico de Oporto, con autos de época de los años 1930 y 1940, además de muestras de automóviles nuevos y exhibiciones. En 2007, 2009 y 2011 el circuito albergó una carrera del Campeonato Mundial de Turismos.

## Ganadores

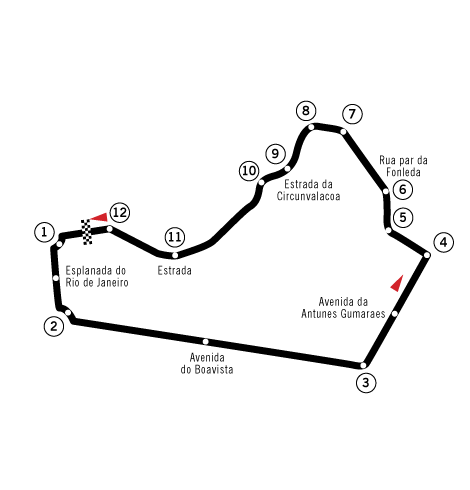
Circuito usado en Fórmula 1.

### Fórmula 1
| Año     | Piloto        | Constructor   | Resultados |
| ------- | ------------- | ------------- | ---------- |
| 1958    | Stirling Moss | Vanwall       | Resultados |
| 1960    | Jack Brabham  | Cooper-Climax | Resultados |
| Fuente: |               |               |            |

### Campeonato Mundial de Turismos
| Temporada | Fecha      | Carrera 1         | Carrera 1 | Carrera 2      | Carrera 2 |
| --------- | ---------- | ----------------- | --------- | -------------- | --------- |
| 2007      | 8 de julio | Alain Menu        | Chevrolet | Andy Priaulx   | BMW       |
| 2009      | 5 de julio | Gabriele Tarquini | Seat      | Augusto Farfus | BMW       |
| 2011      | 3 de julio | Alain Menu        | Chevrolet | Robert Huff    | Chevrolet |

## Destacados
En la segunda carrera del año 2009, tan solo comenzar, el BMW 320si del piloto español Sergio Hernández, sufría un toque con el Lada 110 de Jeep Van Lagen, y salía disparado a 200 kilómetros por hora contra un muro de hormigón. El piloto español sufrió una fractura en la pierna, y su coche quedó inservible. Los comisarios del circuito tardaron 15 minutos en sustituir el muro de hormigón, que quedó dañado severamente.